# Dicranomyia (Idioglochina) debeauforti
Dicranomyia (Idioglochina) debeauforti is een tweevleugelige uit de familie steltmuggen (Limoniidae). De soort komt voor in het Australaziatisch gebied.